# Bandera de Savallà del Comtat
La Bandera oficial de Savallà del Comtat té la següent descripció:
Bandera apaïsada de proporcions dos d'alt per tres de llarg, blanca, amb un cérvol vermell de l'escut d'altura 5/6 de la del drap i d'amplada 6/9 de la llargària del mateix drap, al centre.
Va ser aprovada en el Ple de l'Ajuntament del 22 d'octubre de 1999 i 
va ser publicada en el DOGC número 3062 el 24 de gener del 2000.